# إحصاء الجثث
إحصاء الجثث هو العدد الإجمالي للأشخاص الذي قُتلوا في حدث معين. في القتال، عادة ما يستند إحصاء الجثث إلى عدد القتلى الذين تأكد قتلهم، ولكن في بعض الأحيان يكون مجرد تقدير.

## الاستخدام العسكري
تتمتع أرقام إحصاء الجثث بتاريخ طويل في التخطيط والدعاية العسكرية. في المعارك القديمة، كان يتم جمع الأعضاء الذكرية (وفي بعض الأحيان أوعية الخصيتين أيضًا) لقتلى الأعداء من ساحة المعركة لإحصاء عدد القتلى.
يقوم الجيش بجمع مثل هذه الأرقام لأسباب عدة، منها على سبيل المثال تحديد الحاجة إلى استمرار العمليات وتقدير كفاءة أنظمة الأسلحة الجديدة والقديمة والتخطيط لعمليات المتابعة.

### حرب فيتنام
نظرًا لأن هدف الولايات المتحدة في حرب فيتنام لم يكن لغزو فيتنام الشمالية ولكن لضمان بقاء الحكومة الفيتنامية الجنوبية وكان من الصعب قياس التقدم المحرز. وجميع الأراضي المتصارع عليها كانت نظريًا «تحت السيطرة» بالفعل. بدلاً من ذلك، استخدم الجيش الأمريكي أعداد الجثث لإظهار أن الولايات المتحدة كانت تنتصر في الحرب. وكانت نظرية الجيش تتمثل في أنه في نهاية المطاف سوف يخسر الفيتكونج والجيش الفيتنامي الشمالي على حد سواء بعد حرب الاستنزاف.
يقول هو شي منه (Ho Chi Minh)، في إشارة إلى الفرنسيين، «يمكنكم أن تقتلوا عشرة من رجالنا مقابل كل فرد نقتله منكم. ولكن مع هذا الفارق، فسوف تخسرون وسوف ننتصر.»[بحاجة لمصدر] وأشارت بعض التحليلات الخاصة بضحايا الحرب إلى أن الولايات المتحدة وحلفاءها كبدوا ما نسبته ثلاثة إلى اثنتين من الوفيات في صفوف الشيوعيين مقابل الوفيات في صفوف الحلفاء. وفي نهاية المطاف، وقعت الولايات المتحدة اتفاقيات باريس للسلام وانسحبت.
وزعمت فيتنام الشمالية أن 1.1 مليون جندي شيوعي قتلوا خلال الحرب، في حين أن قُتل 58220 أمريكي وعلى الأقل 171331 من المقاتلين الفيتناميين الجنوبيين في هذا الصراع. والرقم الرسمي الصادر عن وزارة الدفاع الأمريكية كان 950765 من القوات الشيوعية قُتلوا في فيتنام خلال الفترة من 1965 إلى 1974. واعتقد مسؤولو وزارة الدفاع أن هذه الأرقام لأعداد الجثث يجب أن تتقلص بنسبة 30 في المائة. علاوة على ذلك، يفترض جونتر ليوي أن ثلث المبلغ عن قتلهم من صفوف «العدو» ربما كانوا مدنيين، وخلص إلى أن العدد الفعلي لحالات الوفاة في صفوف القوات العسكرية الشيوعية كان ربما أقرب إلى 444000 قتيل.

### حرب العراق
في غزو العراق عام 2003، اعتمد الجيش الأمريكي سياسة رسمية بعدم إحصاء الوفيات. وتم نقل مقولة الجنرال تومي فرانكس «نحن لا نقوم بإحصاء عدد الجثث» على نطاق واسع. وادعى المنتقدون أن فرانكس كان فقط يحاول التهرب من الدعاية السيئة، في حين أن المؤيدين أشاروا إلى فشل إحصاء عدد الجثث لإعطاء انطباع دقيق عن حالة الحرب. وفي نهاية أكتوبر 2005، بات من المعلوم أن الجيش الأمريكي كان يقوم بإحصاء القتلى العراقيين منذ يناير 2004 ولكن الذين يُقتلون على يد المسلحين وليس الذين يٌقتلون على يد القوات الأمريكية.

## الأفلام
في الرقابة على المصنفات الفنية، تم استخدام «إحصاء الجثث» كمعيار للحكم على «مقدار الصدمة» في الفيلم، وبالتالي تحديد ملاءمته للمشاهدين الصغار. ويتم عادة إحصاء عدد الوفيات أو الجثث التي تظهر على الشاشة. وقد دفع هذا بعض المخرجين إلى الإشارة ضمنيًا إلى الوفيات بدلاً من إظهارها، على سبيل المثال إظهار مجموعة من الأشخاص العزل في مواجهة شرير، ثم حصر كادر الكاميرا على الشرير وهو يطلق النيران ويبتسم ابتسامة عرضية. ولا يتم أبدًا إظهار جثث الضحايا، ولكن المشاهد يدرك أنهم قُتلوا.

## معرض صور

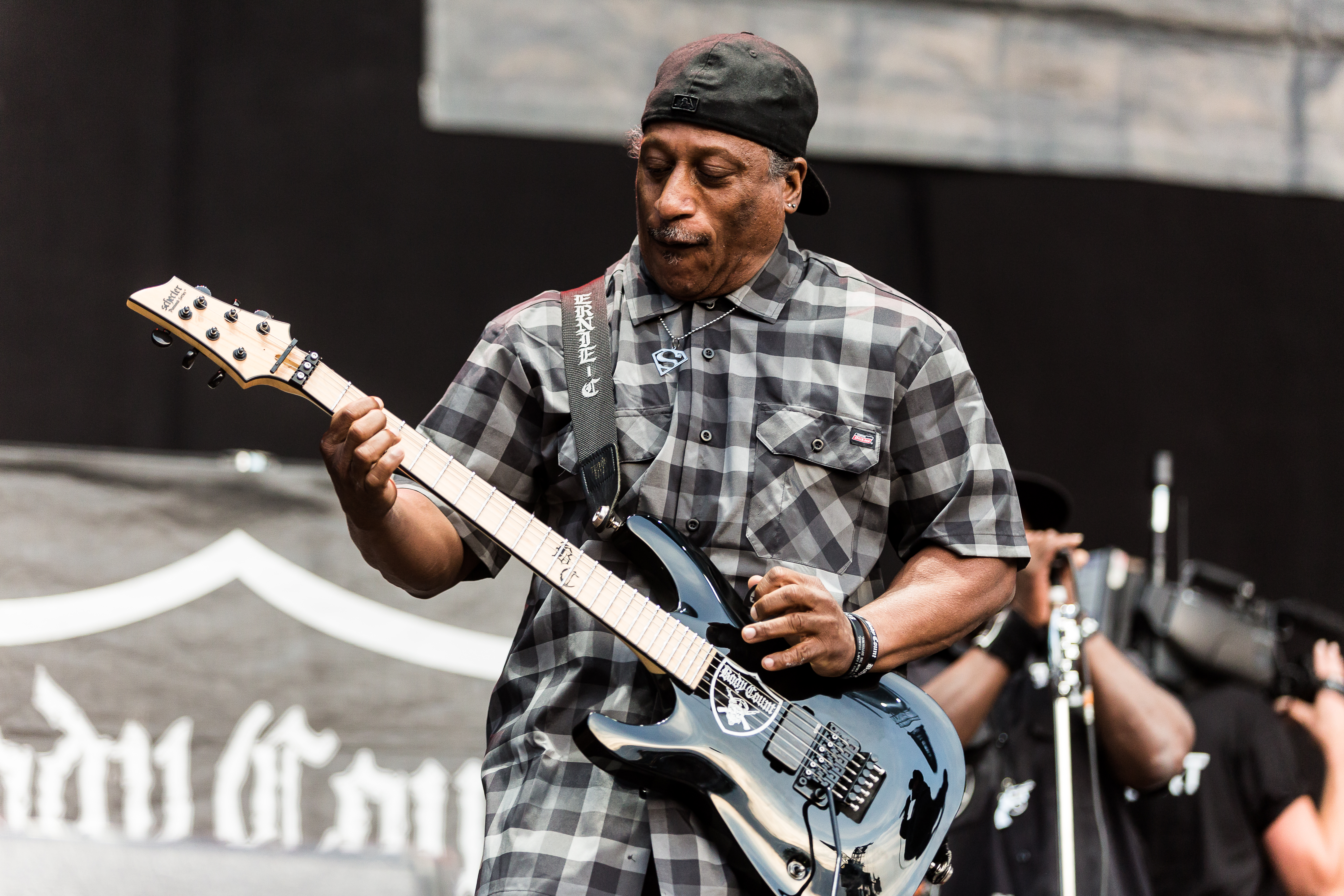
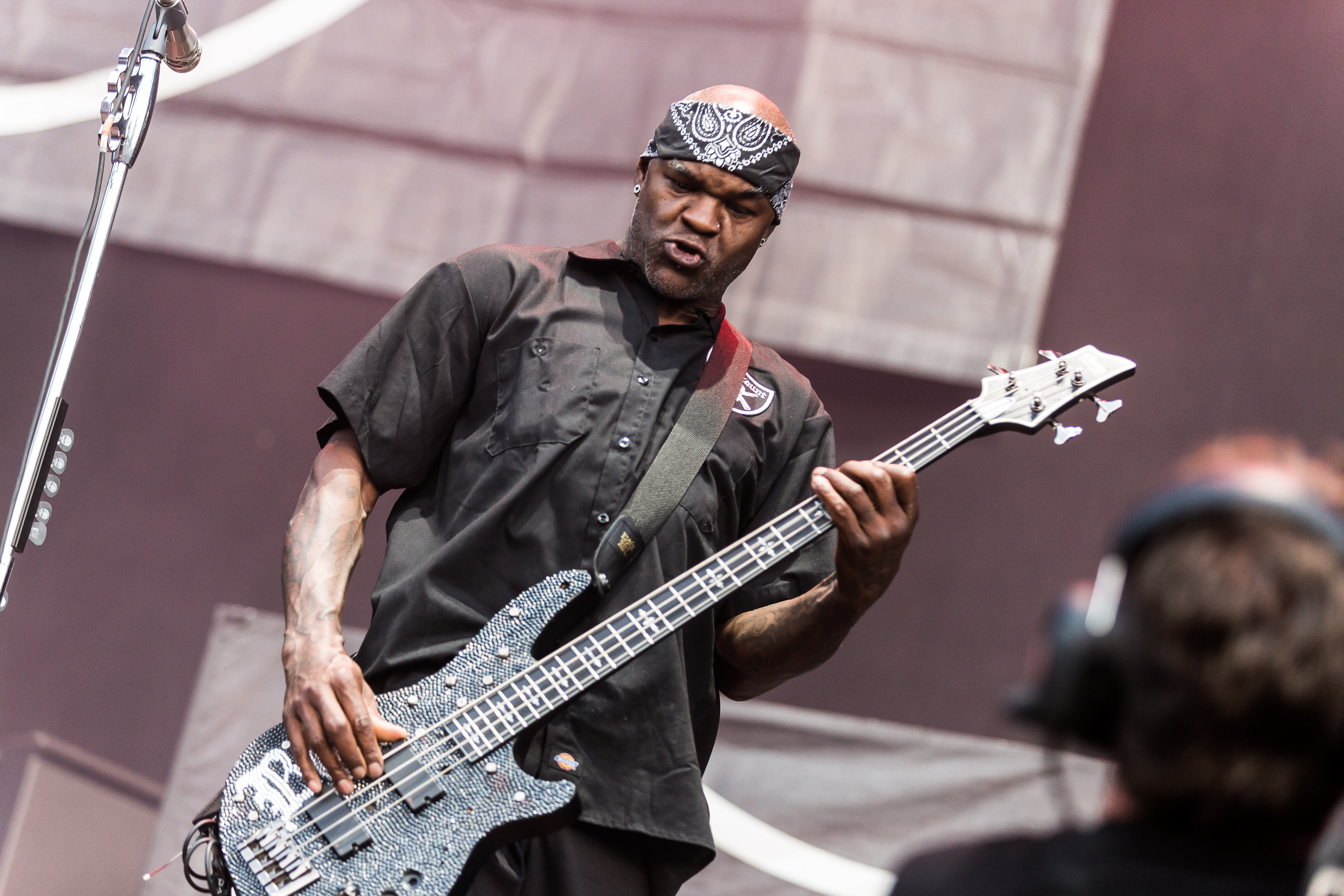
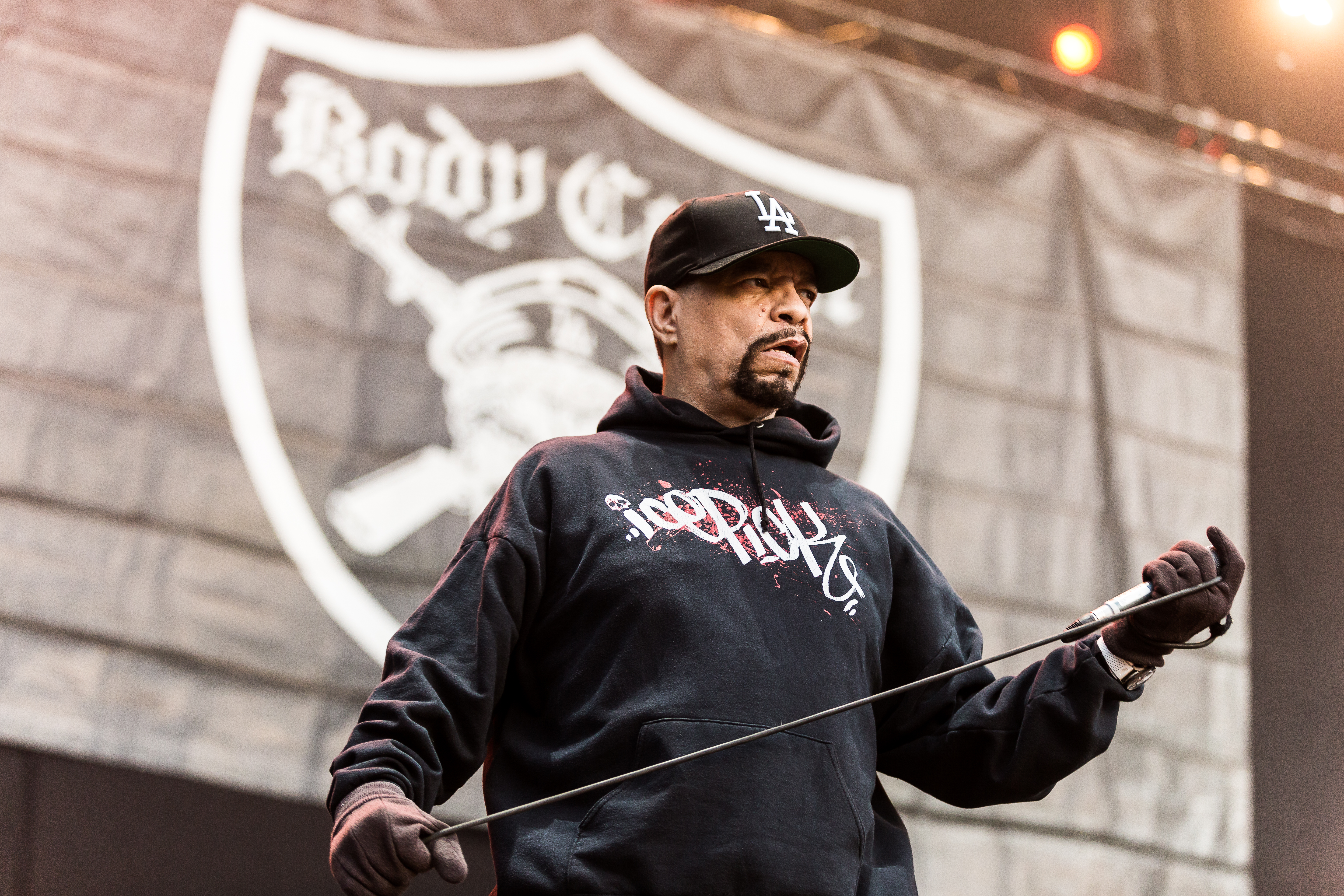
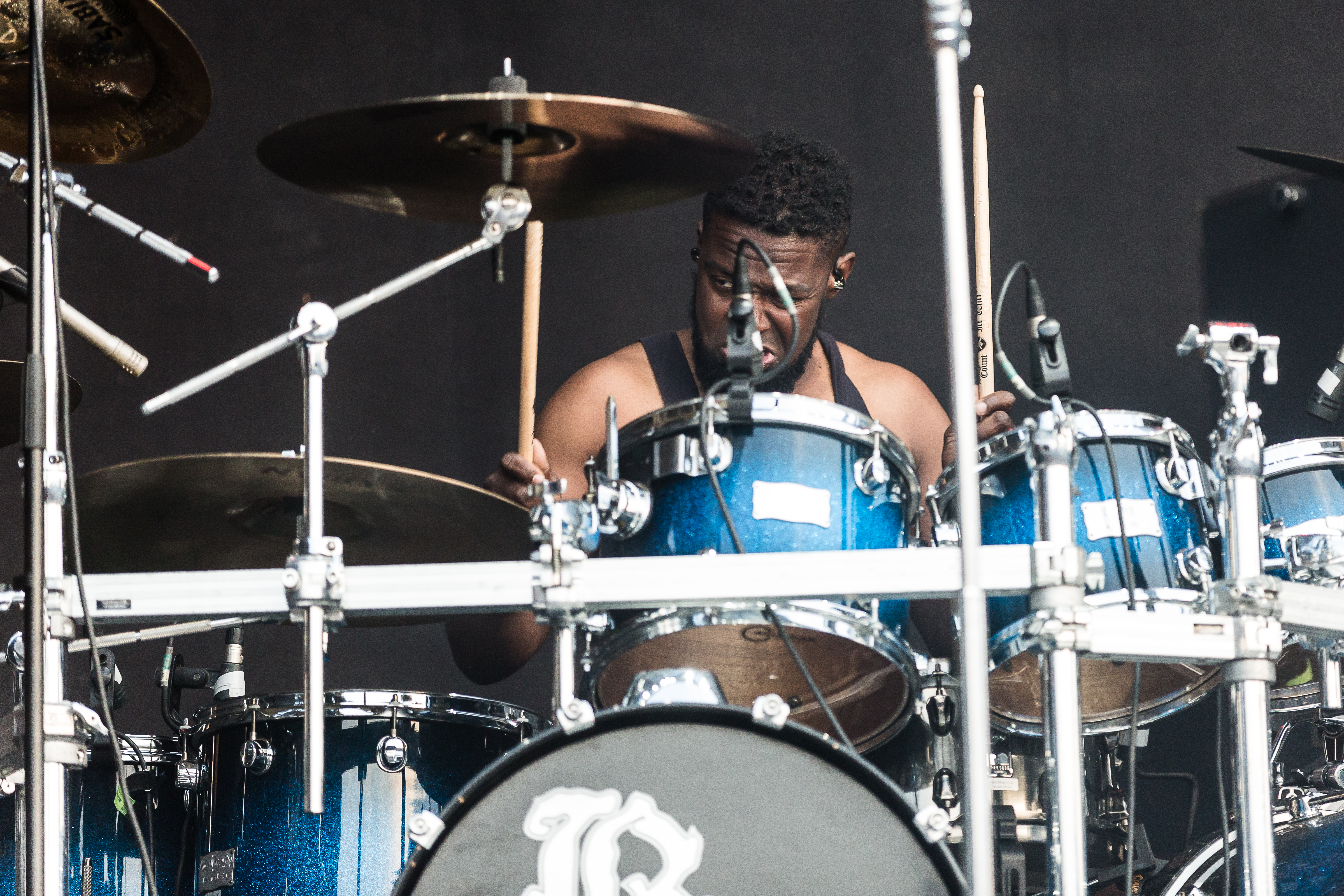
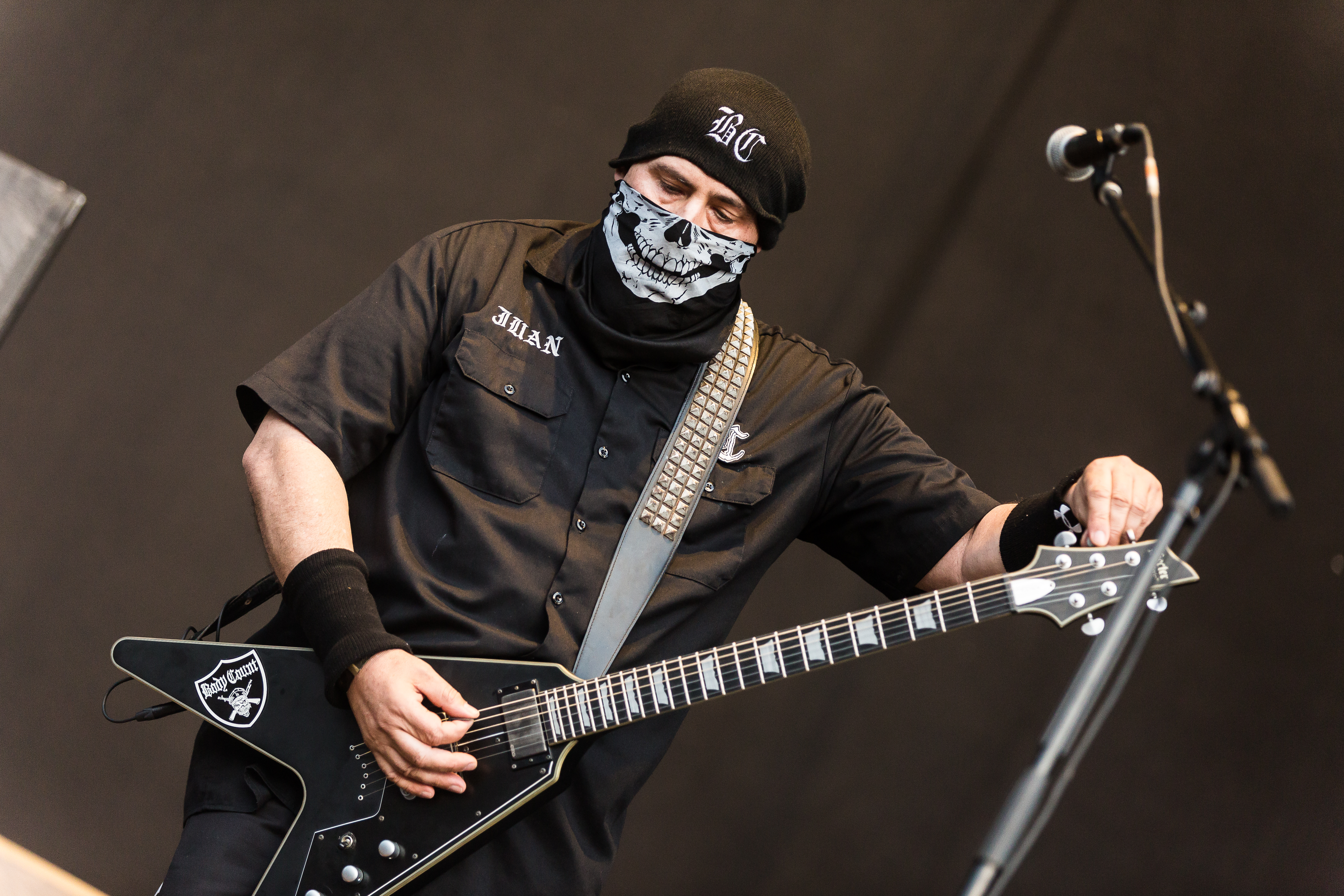

## روابط خارجية
- إحصاء الجثث على موقع IMDb (الإنجليزية)
- إحصاء الجثث على موقع ميوزك برينز (الإنجليزية)
- إحصاء الجثث على موقع أول ميوزيك (الإنجليزية)
- إحصاء الجثث على موقع ديسكوغز (الإنجليزية)